# Калоливадо
Калоливадо (грч. Καλολίβαδο) је насељено место у општини Кукуш у периферији Средишња Македонија, Грчка. Према попису из 2021. године било је 4 становника.
Према бугарском географу и историчару, Василу Канчову, у Калоливаду је 1900. године живело 50 Турака. Године 1924. турско становништво је принудно исељено у Турску а на њихово место су насељене каракачанске породице. На попису из 1928. године Калоливадо је имао 35 становника. Село се раније звало Елезли.